# Iodat d'argent
El iodat d'argent és un compost inorgànic, una sal, que conté l'anió iodat {\displaystyle {\ce {IO3-}}} i el catió argent(1+) {\displaystyle {\ce {Ag+}}}, la qual fórmula química és {\displaystyle {\ce {AgIO3}}}.
El iodat d'argent es presenta en forma de pols incolora o blanca, inodora, el seu punt de fusió és de 200 °C, densitat 5,5 g/cm³ i lleugerament soluble en aigua. Produeix pigmentació de la pell en cas de contacte i irritació de les vies respiratòries en cas d'inhalació. És un agent oxidant potent. Reacciona de forma explosiva i espontània en contacte amb alumini finament dividit, arsènic, coure, carboni, fòsfor, sofre, hidrurs d'alcalins i metalls alcalinoterris; sulfurs d'antimoni, arsènic, coure o zinc; cianurs de metalls, tiocianats; o diòxid de magnesi impur, ajudats per la presència d'humitat.